# تشياكي ماتسودا
تشياكي ماتسودا (باليابانية: 松田千秋؛ بالكانا: まつだ ちあき) هو عسكري ومهندس ياباني، ولد في 29 سبتمبر 1896 في Kamoto, Kumamoto ‏ في اليابان، وتوفي في 6 نوفمبر 1995 في اليابان.